# 王家烈
王 家烈（おう かれつ）は中華民国の軍人。黔軍（貴州軍）の一派閥である桐梓派の有力指揮官。国民政府時代に貴州省を統治したが、中国共産党の長征阻止に失敗したことに端を発し、下野に追い込まれた。字は紹武。

## 事績

### 桐梓派での台頭
幼い頃は学問を修めたが、1914年（民国3年）より貴州新軍に加入する。後に周西成配下となり、四川省・貴州省を転戦した。1922年（民国11年）6月、中国国民党に加入し、翌1923年（民国12年）、周西成が靖黔軍を結成した頃に、王は旅長に昇格した。また、この時期には、周西成率いる桐梓派内部で「群（毛光翔）、紹（王家烈）、佩（黄道彬）、用（猶国才）」の後継序列が定まる。
1926年（民国15年）3月には、王家烈は第2師師長に昇進した。しかし、王は桐梓派内でも突出した軍功を重ねて台頭したにもかかわらず、周の義弟である毛に遅れをとる後継序列となったため、このことに不満を露わにした。これが原因で、王は周により一時罷免されてしまう。1927年（民国16年）春、王家烈は復帰し、周西成と対立する李燊の迎撃などで軍功をあげた。1929年（民国18年）5月、周が雲南の竜雲に敗れて戦死する。序列第1位で周の義弟である毛光翔が貴州省政府主席兼国民革命軍第25軍軍長となると、王は第25軍副軍長兼貴州省政府委員になった。

### 貴州統治の失敗
しかし王家烈は毛光翔の指導を不満に思い、次第にその地位を伺うようになった。1930年（民国19年）、王は湘黔辺区剿匪司令に任ぜられ、中国共産党（紅軍）討伐に従事し、これにより蔣介石や湖南省政府主席何鍵から軍事費を受け取っている。蔣の側でも、毛の不即不離の姿勢に不信感を抱いたため、王を支持してこれに更なる支援を与えるようになった。1932年（民国21年）、王はクーデターを実行して貴陽へ進軍する。同年3月、情勢不利と見た毛は下野を宣言し、王が後任の省政府主席となった。
それでも毛光翔は、王家烈のクーデターに不満を抱いていた序列第4位の猶国才ら他の桐梓派指揮官たちと結んで、王への反撃を開始する。12月、今度は王が下野に追い込まれ、猶が代理ではあるが後任の省政府主席となる。しかし、毛・猶らは各指揮官同士で主導権争いを展開し、まとまりがなかった。王はそこを衝く形で逆襲を開始し、翌年4月、猶から省政府主席の地位を奪回している。しかし、王は貴州省を統治する意欲に乏しく、終日酒に溺れ政務を省みようとしなかった。そのため、夫人の万淑芬が代りに政務に携わることになり、万氏一族の専横を招くことになってしまう。貪官汚吏の横行にも王は何も手を打たず、省内各階層の不満は日に日に高まっていくばかりであった。

### 失脚、晩年
1934年（民国23年）、紅軍が長征のため貴州を通過しようとすると、王家烈はこれを正面から迎撃しようとする。1935年（民国24年）2月、王は第2路軍第4縦隊指揮に任ぜられたが、紅軍の前に大敗を喫してしまう。蔣介石は王の無能さに失望し、さらにこれを貴州軍閥解体の機と見たため、同年4月、王を貴州省政府主席と第25軍軍長から罷免、閑職である軍事参議院中将参議に移した。後任の省政府主席には国民政府中央から派遣されてきた呉忠信が就任し、王配下の軍勢も中央により直接改組された。ここに貴州軍閥は完全に消滅し、貴州は国民政府中央により統治されることになったのである。
王家烈は南京市の陸軍大学高級班に送られ、そこで再学習することになる。1938年（民国27年）8月、いったんは第20軍団副軍団長に復帰したものの、まもなく軍事委員会高級参議に左遷され、以後も閑職に低迷した。中華人民共和国成立後、王は大陸にとどまる。西南軍政委員会委員、第1期から第3期の貴州省人民代表大会代表、中国人民政治協商会議貴州省副主席などを歴任した。1966年8月11日、貴陽市で病没。享年74（満73歳）。

## 注
1. ↑  徐・周（1999）、53-54頁。
2. 1 2 3 4 5 6  徐主編（2007）、138頁。
3. 1 2 3 4 5  劉国銘主編（2005）、208頁。
4. ↑  貴州軍閥史研究会ほか（1987）、204頁。
5. ↑  徐・周（1999）、54頁。
6. ↑  徐・周（1999）、55頁。
7. ↑  徐・周（1999）、55-57頁。
8. ↑  徐・周（1999）、57頁。
9. ↑  徐・周（1999）、57-58頁。
10. ↑  徐・周（1999）、58-63頁。
11. ↑  徐・周（1999）、63-64頁。